# Lissoclinum multitestis
Lissoclinum multitestis är en sjöpungsart som beskrevs av Monniot 1996. Lissoclinum multitestis ingår i släktet Lissoclinum och familjen Didemnidae. Inga underarter finns listade i Catalogue of Life.